# Luigi Lamberti
Luigi Lamberti (Savona, 22 d'octubre de 1769 – mort després de 1812) fou un compositor italià del Classicisme.
Fou mestre de capella de la catedral de Savona, i el 1808 es traslladà a París per a dedicar-se a la composició. Va escriure les òperes L'amante schersisto; Orfeo; I due fratelli originali, diverses Misses, dos Tantum ergo, un Miserere, nombrosos motets, himnes, simfonies, quintets, quartets, trios, sonates, concerts, melodies, etc.